# Fresnes-Mazancourt
Pour les articles homonymes, voir Fresnes.
Fresnes-Mazancourt est une commune française située dans le département de la Somme, en région Hauts-de-France.

## Géographie

### Localisation
Fresnes-Mazancourt est un village rural picard du Santerre situé à une dizaine de kilomètres au sud-ouest de Péronne, à une trentaine à l'ouest de Saint-Quentin, à une quarantaine à l'est d'Amiens et  à une cinquantaine d'Arras.
La commune se trouve dans la zone d'emploi de Saint-Quentin et le bassin de vie de Rosières-en-Santerre

### Communes limitrophes
Les communes limitrophes sont  Ablaincourt-Pressoir, Berny-en-Santerre, Marchélepot-Misery et Villers-Carbonnel.

### Hydrographie

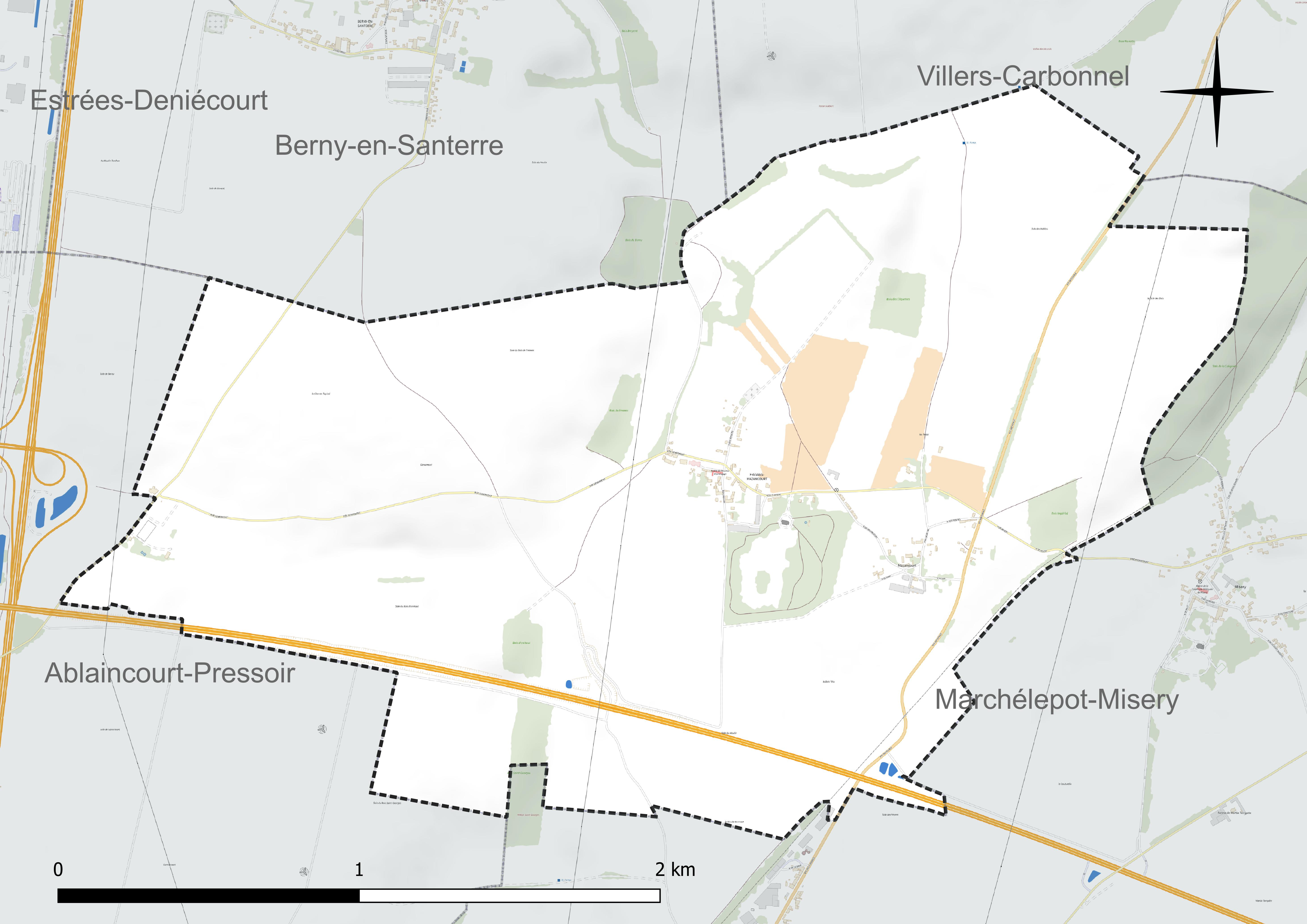
Réseau hydrographique de Fresnes-Mazancourt.

La commune est située dans le bassin Artois-Picardie. 
Elle n'est drainée par aucun cours d'eau.

### Climat
Pour des articles plus généraux, voir Climat des Hauts-de-France et Climat de la Somme.
En 2010, le climat de la commune est de type climat océanique dégradé des plaines du Centre et du Nord, selon une étude du CNRS s'appuyant sur une série de données couvrant la période 1971-2000. En 2020, Météo-France publie une typologie des climats de la France métropolitaine dans laquelle la commune est exposée à un climat océanique et est dans la région climatique Nord-est du bassin Parisien, caractérisée par un ensoleillement médiocre, une pluviométrie moyenne régulièrement répartie au cours de l'année et un hiver froid (3 °C).
Pour la période 1971-2000, la température annuelle moyenne est de 10,2 °C, avec une amplitude thermique annuelle de 14,6 °C. Le cumul annuel moyen de précipitations est de 708 mm, avec 11,3 jours de précipitations en janvier et 8,7 jours en juillet. Pour la période 1991-2020, la température moyenne annuelle observée sur la station météorologique la plus proche, située sur la commune d'Estrées-Mons à 11 km à vol d'oiseau, est de 11,0 °C et le cumul annuel moyen de précipitations est de 647,5 mm,. Pour l'avenir, les paramètres climatiques de la commune estimés pour 2050 selon différents scénarios d'émission de gaz à effet de serre sont consultables sur un site dédié publié par Météo-France en novembre 2022.

## Urbanisme

### Typologie
Au 1er janvier 2024, Fresnes-Mazancourt est catégorisée commune rurale à habitat dispersé, selon la nouvelle grille communale de densité à sept niveaux définie par l'Insee en 2022.
Elle est située hors unité urbaine et hors attraction des villes,.

### Occupation des sols

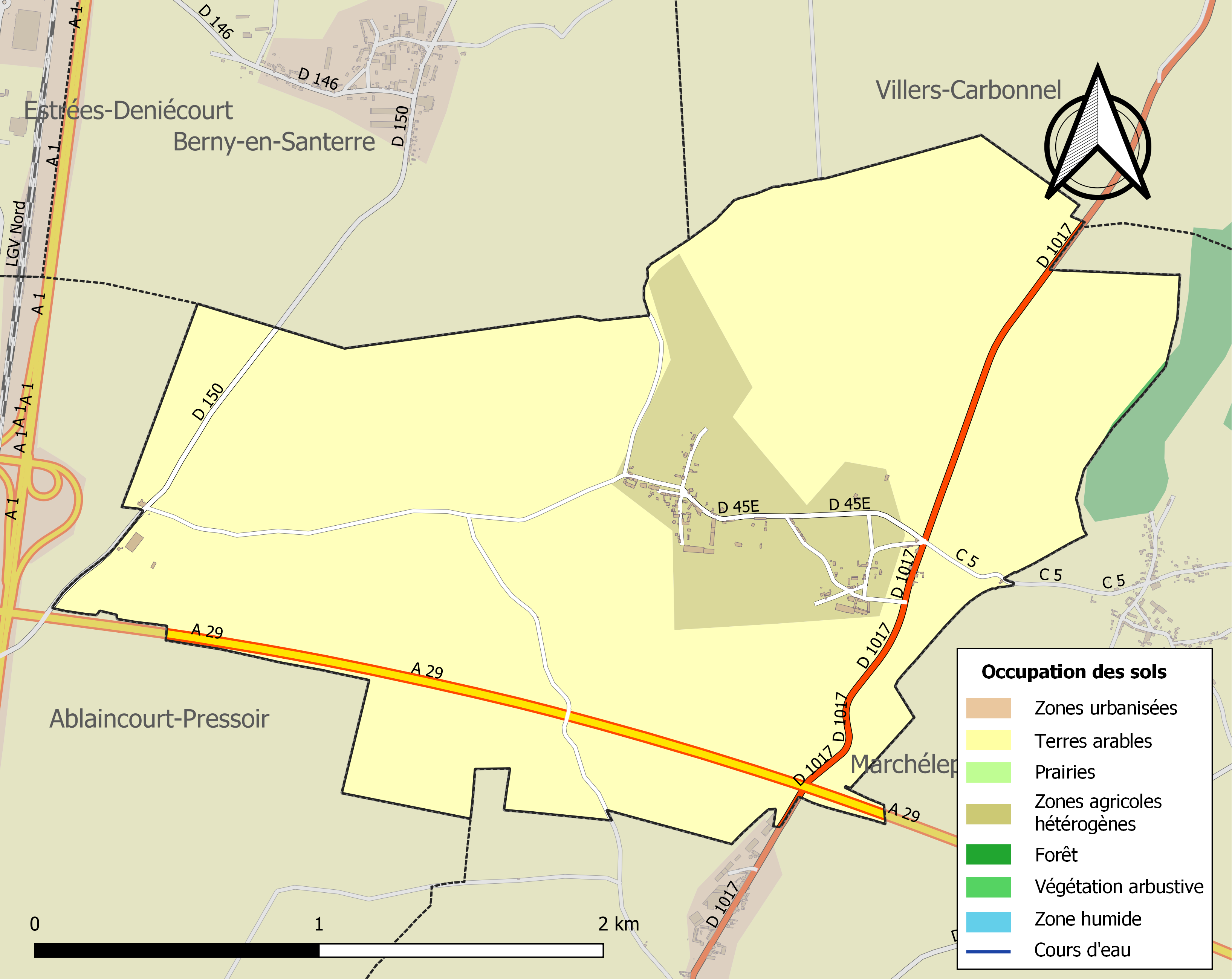
Carte des infrastructures et de l'occupation des sols de la commune en 2018 (CLC).

L'occupation des sols de la commune, telle qu'elle ressort de la base de données européenne d'occupation biophysique des sols Corine Land Cover (CLC), est marquée par l'importance des territoires agricoles (100 % en 2018), une proportion identique à celle de 1990 (100 %). 
La répartition détaillée en 2018 est la suivante : terres arables (88,4 %), zones agricoles hétérogènes (11,6 %). 
L'évolution de l'occupation des sols de la commune et de ses infrastructures peut être observée sur les différentes représentations cartographiques du territoire : la carte de Cassini (XVIIIe siècle), la carte d'état-major (1820-1866) et les cartes ou photos aériennes de l'IGN pour la période actuelle (1950 à aujourd'hui).

### Habitat et logement
En 2021, le nombre total de logements dans la commune était de 66, alors qu'il était de 61 en 2016 et de 62 en 2011. 
Parmi ces logements, 90,9 % étaient des résidences principales, 1,5 % des résidences secondaires et 7,6 % des logements vacants. Ces logements étaient pour 98,5 % d'entre eux des maisons individuelles et pour 1,5 % des appartements. 
Le tableau ci-dessous présente la typologie des logements à Fresnes-Mazancourt en 2021 en comparaison avec celle de la Somme et de la France entière. Une caractéristique marquante du parc de logements est ainsi la faible proportion des résidences secondaires et logements occasionnels (1,5 %) par rapport au département (8,4 %) et à la France entière (9,7 %). 
| Typologie                                               | Fresnes-Mazancourt | Somme | France entière |
| ------------------------------------------------------- | ------------------ | ----- | -------------- |
| Résidences principales (en %)                           | 90,9               | 83,1  | 82,2           |
| Résidences secondaires et logements occasionnels (en %) | 1,5                | 8,4   | 9,7            |
| Logements vacants (en %)                                | 7,6                | 8,5   | 8,1            |

### Voies de communication et transports
Desservi par l'ex-RN 17 (actuelle RD 1017) et traversé par l'autoroute A29, il en est facilement accessible ainsi que depuis l'A1, qui se croisent à proximité, et de l'ex-RN 29.
En 2019, la localité est desservie par les autocars du réseau inter-urbain Trans'80, Hauts-de-France (ligne no 44, Montdidier - Chaulnes - Péronne - Roisel).

## Toponymie
Fresnes est attesté sous les formes Fraxiniacum en 1045 ; Fraisne en 1106 ; Fresnes en 1205 ; Fresne en 1215 ; del Fraisne en 1217 ; Fraisnes en 1221 ; Fraisneta en 1230 ; La Fraisnoie en 1241 ; Frene en 1733 ; Frênes en 1757.

Pluriel de l'ancien français fresnes, de l'oïl Fraisne (« frêne »).
Mazancourt est un ancien hameau de Fresnes, attesté sous les formes Maisencort en 1214 ; Mesincort en 1215 ; Meisencort en 1230 ; Meseincort en 1230 ; Maisencoerdus en 1241 ; Maisencourt en xvie siècle ; Masincourt en 1519 ; Mazancourt en 1567 ; Mazencourt en 1538 ; Mazincort ; Mazincourt ; Massincourt. De l'ancien français Mas, « maison », désignant une métairie ou un héritage de personnes serviles et Cohort, « cour de ferme », désignant un domaine rural.

## Histoire

### Moyen Âge
La seigneurie de Fresnes est fort ancienne : en 1045, Jean de Fresnes est l'un des puissants seigneurs de la cour d'Herbert IV, comte de Vermandois. Mais cette maison dure peu car on ne retrouve plus de monument qui la concerne. 
Mazancourt était un fief de peu d'importance. Les châtelains de son manoir ne paraissent que dans le XVe siècle : en 1430, messire Florimond de Brimeu, seigneur de Mazancourt, marche à la suite du duc de Bourgogne qui le nomma chevalier : il est encore cité, lors du siège de Compiègne, par Jean de Luxembourg, dans la même année 1430.
Ce fief passe ensuite aux Merlin de Mazancourt ; ils obtiennent beaucoup d'importance par la charge de grands baillis du puissant marquisat de Nesle qu'ils occupent longtemps : une cloche de la collégiale de cette ville, donnée par un membre de cette famille, portait le nom de Mazancourt.

### Temps modernes
Vers le XVIe siècle, les seigneurs de Mazancourt font l'acquisition du domaine de Billencourt et abandonnent  leur habitation de Mazancourt, changée depuis en une ferme.
À la fin de l'Ancien Régime, le domaine de Fresne appartient au Duc de Chaulnes, qui le vend en 1785 à Claude-Barthélémy le Vaillant de Brusle, qui est membre de l'assemblée provinciale de Picardie de novembre 1787 pour le tiers état.

### Révolution française et Empire
La commune de Fresne, instituée lors de la Révolution française, absorbe entre 1790 et 1794, celles de Genermont et de Mazancourt, et devient Fresnes-Mazancourt.

### Époque contemporaine
La sucrerie Morlet est signalée en 1864 au hameau de Genermont et disposait alors d'une machine à vapeur. L'entreprise a été reprise en 1884 par Ernest Boinet qui y installe  la sucrerie Boinet et Cie,.

#### Première Guerre mondiale
Le village est considéré comme détruit à la fin de la guerre,,. et a  été décoré de la Croix de guerre 1914-1918, le 27 octobre 1920.

#### La reconstruction

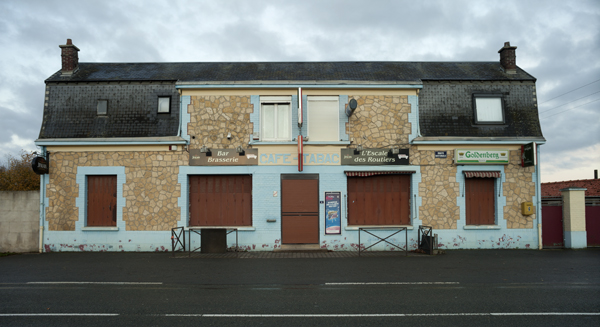
Café sur la RN 17, datant de la Reconstruction.

Le village est reconstruit dans l'entre-deux-guerres : la mairie, le château, l'église, les habitations...
La sucrerie est également reconstruite, puis agrandie d'une distillerie vers 1930, mais cesse cette activité en 1933. L'usine devient une simple râperie qui envoyait les pulpes de betteraves à la sucrerie d'Épénancourt, dépendance de la même entreprise.

#### Seconde Guerre mondiale
Au début de la Seconde Guerre mondiale, lors de la Bataille de France, la commune est située dans la zone des combats de la bataille de l'Aisne et de la Somme.
En effet la commune, comme Marchélepot, Berny-en-Santerre, Misery, Licourt, Pertain et Villers-Carbonnel, fait partie de la ligne Weygand dont la défense est confiée au 22e Régiment de Marche de Volontaires Étrangers (22e RVME),,.
Du 4 au 7 juin 1940, les 2 500 hommes du régiment bloquent l'avance de l'armée allemande. Succombant sous le nombre des attaques d'infanterie, des panzers et des bombardements de l'aviation, de l'artillerie, 800 hommes sont faits prisonniers.
La râperie est incendiée par les habitants pour empêcher l'occupant de l'utiliser.
La commune est  décorée de la Croix de guerre 1939-1945 le 11 novembre 1948.

## Politique et administration

### Rattachements administratifs et électoraux
La commune se trouve dans l'arrondissement de Péronne du département de la Somme. Pour l'élection des députés, elle fait partie depuis 1958 de la cinquième circonscription de la Somme.
Elle faisait partie depuis 1793 du canton de Chaulnes. Dans le cadre du redécoupage cantonal de 2014 en France, la commune est intégrée au canton de Ham.

### Intercommunalité
La commune était adhérente de la communauté de communes de Haute-Picardie créée en 1994 sous le nom de communauté de communes de Chaulnes et environs, et qui a pris sa dénomination de communauté de communes de Haute-Picardie en 1999.
Dans le cadre des dispositions de la loi portant nouvelle organisation territoriale de la République du 7 août 2015, qui prévoit que les établissements publics de coopération intercommunale (EPCI) à fiscalité propre doivent avoir un minimum de 15 000 habitants, la préfète de la Somme propose en octobre 2015 un projet de nouveau schéma départemental de coopération intercommunale (SDCI) qui prévoit la réduction de 28 à 16 du nombre des intercommunalités à fiscalité propre du département.
Le projet préfectoral prévoit la « fusion des communautés de communes de Haute Picardie et du Santerre », le nouvel ensemble de 17 954 habitants regroupant 46 communes,,. À la suite de l'avis favorable de la commission départementale de coopération intercommunale en janvier 2016, la préfecture sollicite l'avis formel des conseils municipaux et communautaires concernés en vue de la mise en œuvre de la fusion le 1er janvier 2017.
Cette procédure aboutit à la création au 1er janvier 2017 de la communauté de communes Terre de Picardie, dont la commune est désormais membre.

### Liste des maires
| Période                                  | Période                        | Identité                                      | Étiquette | Qualité |
| ---------------------------------------- | ------------------------------ | --------------------------------------------- | --------- | --- |
| Les données manquantes sont à compléter. |                                |                                               |           | |
|                                          |                                |                                               |           | |
|                                          | avril 1828                     | Claude Marie Barthélémy Le Vaillant de Brusle |           | Écuyer, seigneur de Brules Fresnes Lieutenant général du bailliage de Péronne. Propriétaire domicilié à Fresnes-Mazancourt. Membre de la Société d'agriculture. Membre de l'assemblée provinciale de Picardie pour le tiers état Fortune évaluée en revenus à 12,000 francs en 1816, 1821, 1826 Conseiller d'arrondissement de Péronne (1818 → 1828) Mort en fonction |
| avril 1828                               | après 1860                     | Claude Charles Antoine Le Vaillant de Brusle, |           | Propriétaire du château de Fresnes Fils de Claude Marie Barthélémy Le Vaillant de Brusle Lieutenant de cavalerie sous le premier Empire et la Restauration Fortune évaluée en revenus à 10,000 francs en 1828 Chevalier de la Légion d'honneur |
| 1913 ou avant                            |                                | M. Levert                                     |           | |
| 1933                                     | 1936                           | Louis Tenaille d'Estais                       |           | Propriétaire du château de Fresnes |
|                                          |                                |                                               |           | |
| mars 2001                                | mai 2020                       | Henri Vanoye                                  |           | Arboriculteur |
| mai 2020                                 | En cours (au 28 novembre 2022) | Corinne Nevou                                 |           | Sans profession |

## Équipements et services publics

### Enseignement
Les enfants de la commune sont scolarisés avec ceux d'Hypercourt et de Marchélepot-Misery dans le cadre d'un regroupement pédagogique administré par l'intercommunalité. Celle-ci a décidé de les regrouper dans une école à construire à partir de 2024 dans la commune déléguée de Pertain.

### Équipements culturels
Une bibliothèque est créée en 2022 dans la sacristie de l'église, avec l'accord du diocèse

## Population et société

### Démographie
L'évolution du nombre d'habitants est connue à travers les recensements de la population effectués dans la commune depuis 1793. Pour les communes de moins de 10 000 habitants, une enquête de recensement portant sur toute la population est réalisée tous les cinq ans, les populations de référence des années intermédiaires étant quant à elles estimées par interpolation ou extrapolation. Pour la commune, le premier recensement exhaustif entrant dans le cadre du nouveau dispositif a été réalisé en 2005.

En 2022, la commune comptait 158 habitants, en évolution de +16,18 % par rapport à 2016 (Somme : −1,26 %, France hors Mayotte : +2,11 %).
| 1793 | 1800 | 1806 | 1821 | 1831 | 1836 | 1841 | 1846 | 1851 |
| ---- | ---- | ---- | ---- | ---- | ---- | ---- | ---- | ---- |
| 428  | 421  | 433  | 412  | 403  | 378  | 362  | 363  | 366  |

| 1856 | 1861 | 1866 | 1872 | 1876 | 1881 | 1886 | 1891 | 1896 |
| ---- | ---- | ---- | ---- | ---- | ---- | ---- | ---- | ---- |
| 355  | 355  | 358  | 332  | 343  | 310  | 310  | 321  | 337  |

| 1901 | 1906 | 1911 | 1921 | 1926 | 1931 | 1936 | 1946 | 1954 |
| ---- | ---- | ---- | ---- | ---- | ---- | ---- | ---- | ---- |
| 355  | 336  | 307  | 200  | 206  | 202  | 181  | 151  | 164  |

| 1962 | 1968 | 1975 | 1982 | 1990 | 1999 | 2005 | 2006 | 2010 |
| ---- | ---- | ---- | ---- | ---- | ---- | ---- | ---- | ---- |
| 179  | 162  | 138  | 109  | 111  | 134  | 111  | 107  | 123  |

| 2015 | 2020 | 2022 | - | - | - | - | - | - |
| ---- | ---- | ---- | - | - | - | - | - | - |
| 135  | 157  | 158  | - | - | - | - | - | - |

## Culture locale et patrimoine

### Lieux et monuments
- Église Saint-Médard :
L'ancienne église était un édifice roman du XIIe siècle[49]  totalement détruit pendant la Première Guerre mondiale.
À la suite du dossier d'estimation des dommages de guerre, établi en 1921 par Henri Bénard, architecte à Péronne, le maire de l'époque charge en 1927 l'architecte Louis Duthoit de concevoir le nouveau lieu de culte, reconstruit en 1931 en style néo-roman et qui tente de restituer le caractère de l'ancien par ses matériaux et son aspect général, mais le clocher est déplacé latéralement pour ne pas gêner l'entrée, et les bas-côtés sont supprimés. 
La décoration de l'intérieur est d'inspiration byzantine : décoration murale des coupoles, chapelle des fonts baptismaux, décor des sols. Le maître autel, la chaire, le bénitier, la table de communion sont sculptés par Marcel Sueur, marbrier à Amiens sur les plans de R. Duthoit, Gérard Ansart est le concepteur du chemin de croix, Darras, sculpteur à Meigneux, réalise la sculpture des fonts baptismaux et des statues. Les vitraux de Jean Gaudin sur des plans de Gérard Ansart, sont remplacés après 1945 par des vitraux de Claude Barre[50],[51]. 
La restauration des fresques a eu lieu en 2020 et une souscription pour celle du chemin de croix lancée la même année[52],[53].

L'église Saint-Médard
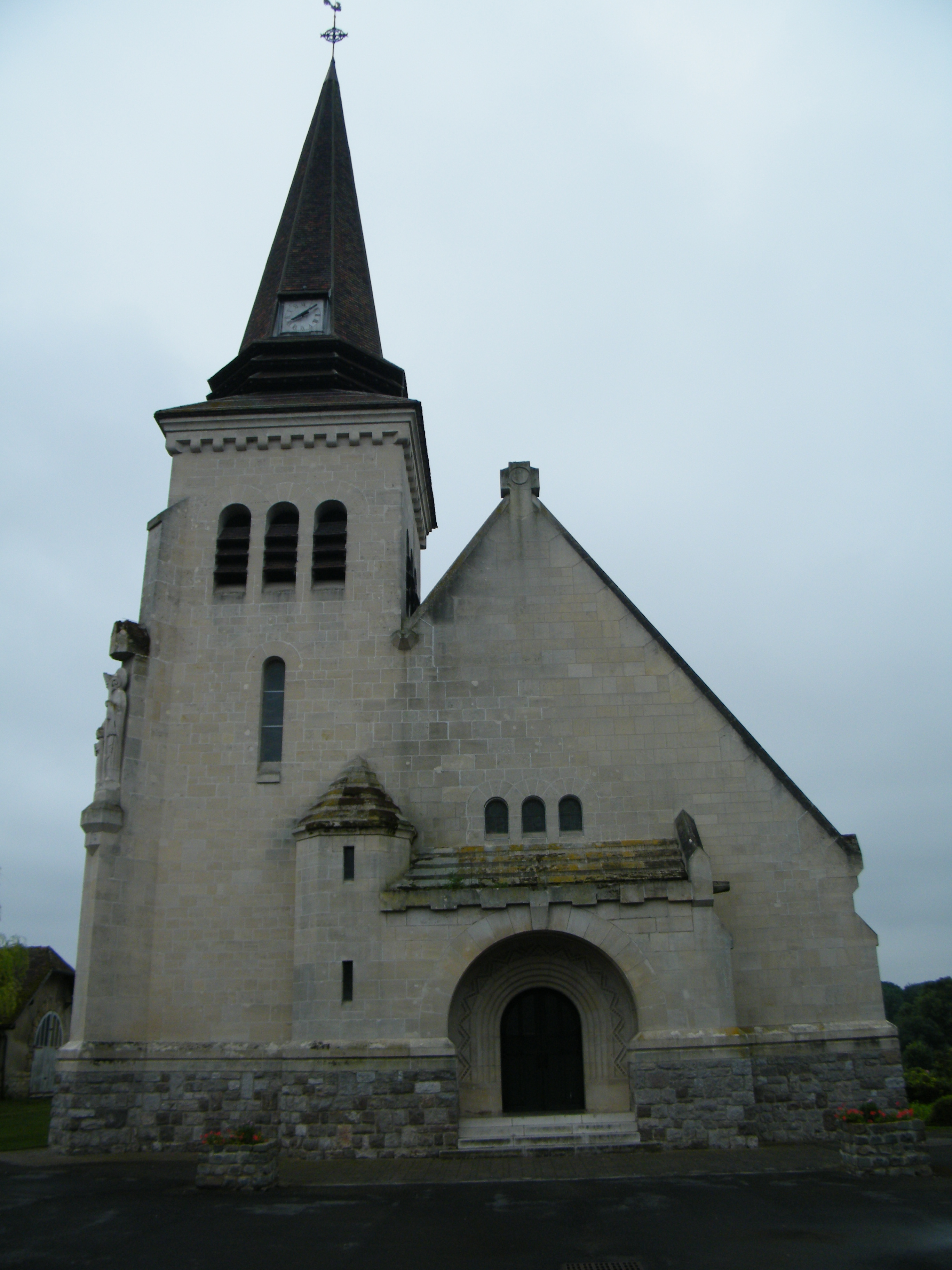
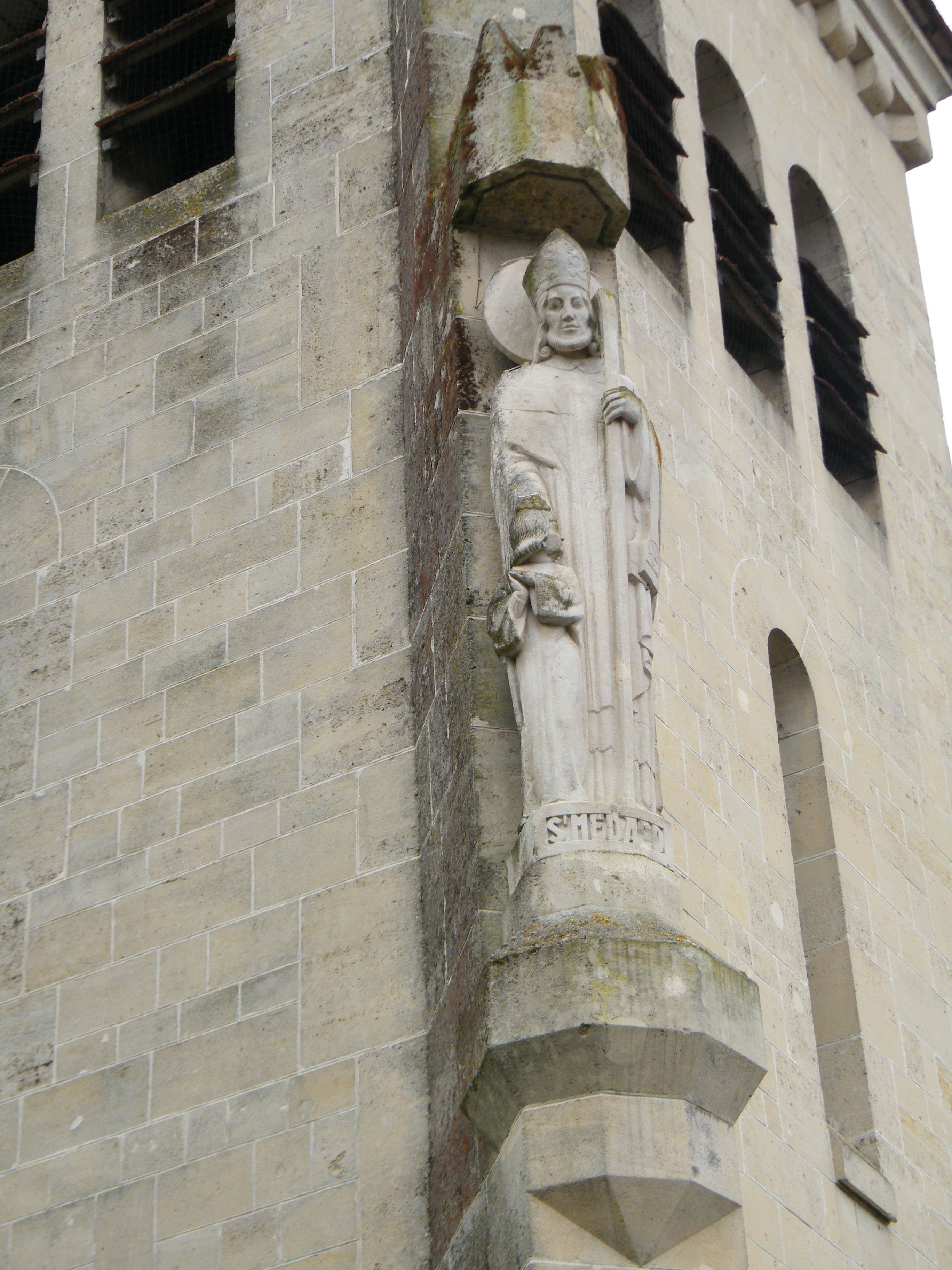
Statue de Saint Médard sur l'église.
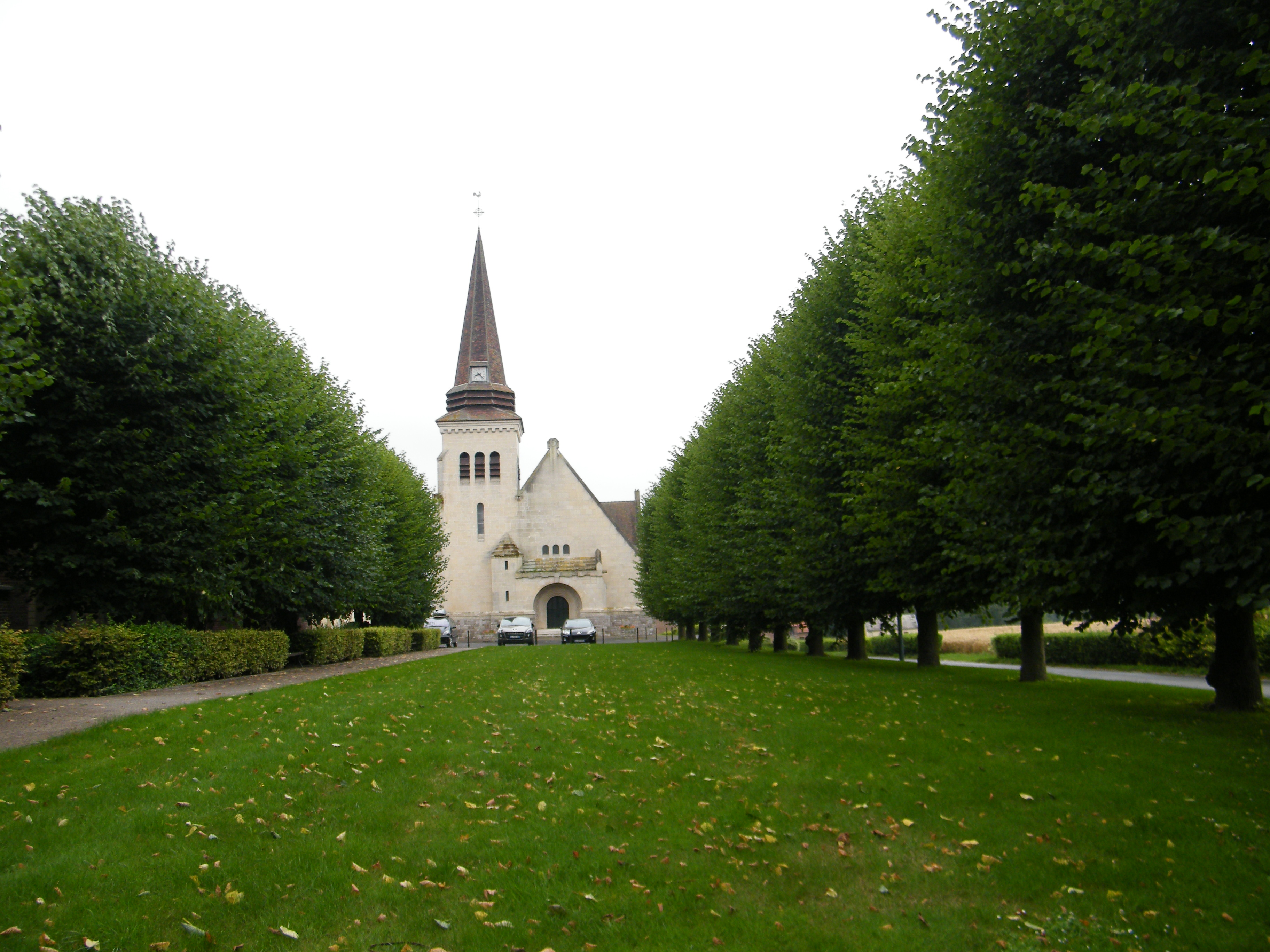
Vue du clocher excentré.

- L'ancienne râperie-distillerie, reconstruite après la Première Guerre mondiale[22].

- Monument aux morts, dessiné par Louis Duthoit en forme de lanterne des morts, l'un des seuls ou le seul de la Somme avoir ce thème[54],[55].

- Le château de Fresnes, qu'on voit aujourd'hui à l'extrémité du village, est un édifice reconstruit vers 1926 par l'architecte parisien Ernest Bertrand. Il remplaçait déjà l'édifice construit au XIXe siècle à l'emplacement de celui de Le Vaillant de Brisle et avait été détruit au cours de la Première Guerre mondiale[18].

Autres éléments du patrimoine
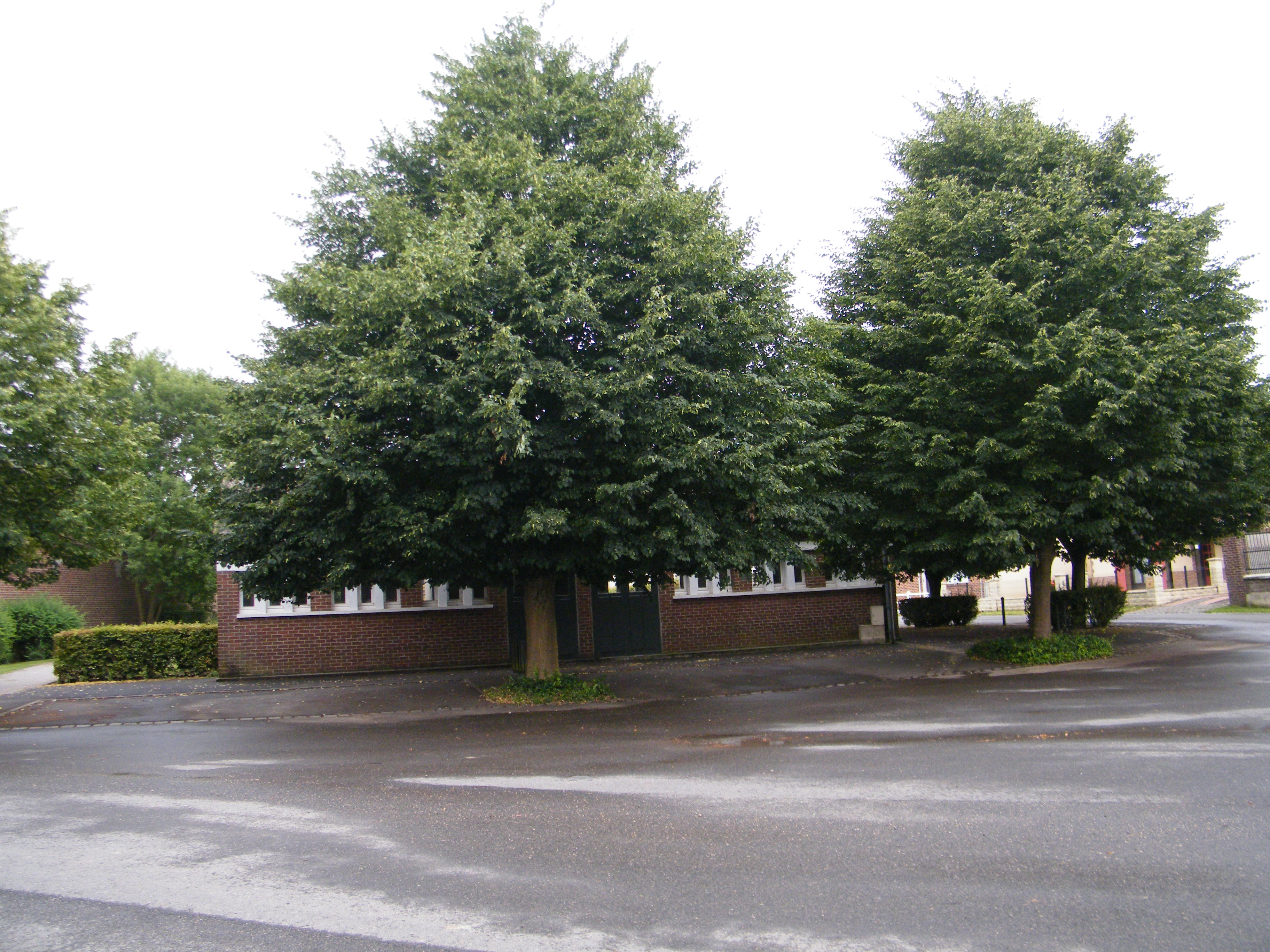
Discrète salle communale.
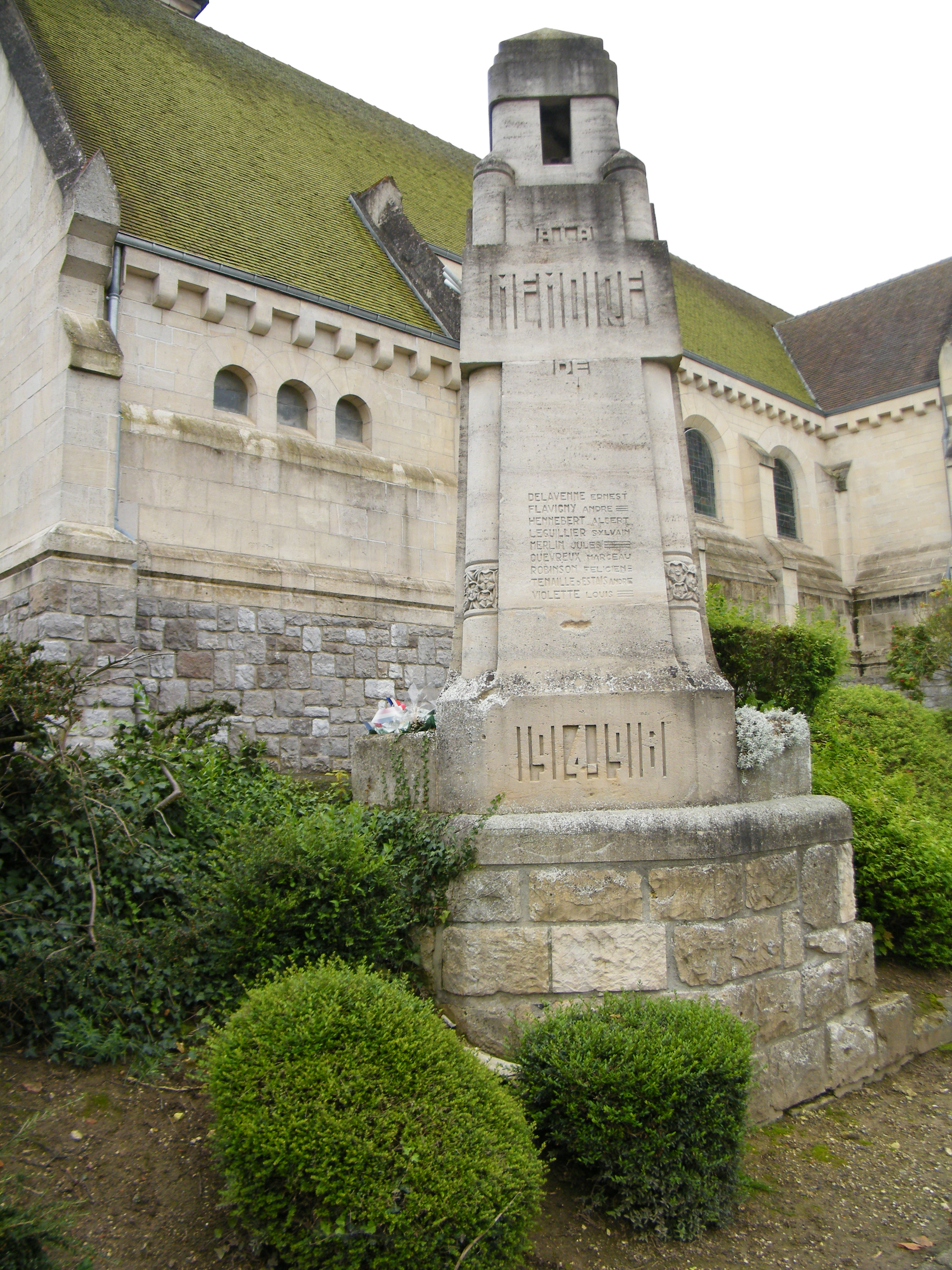
Monument aux morts.
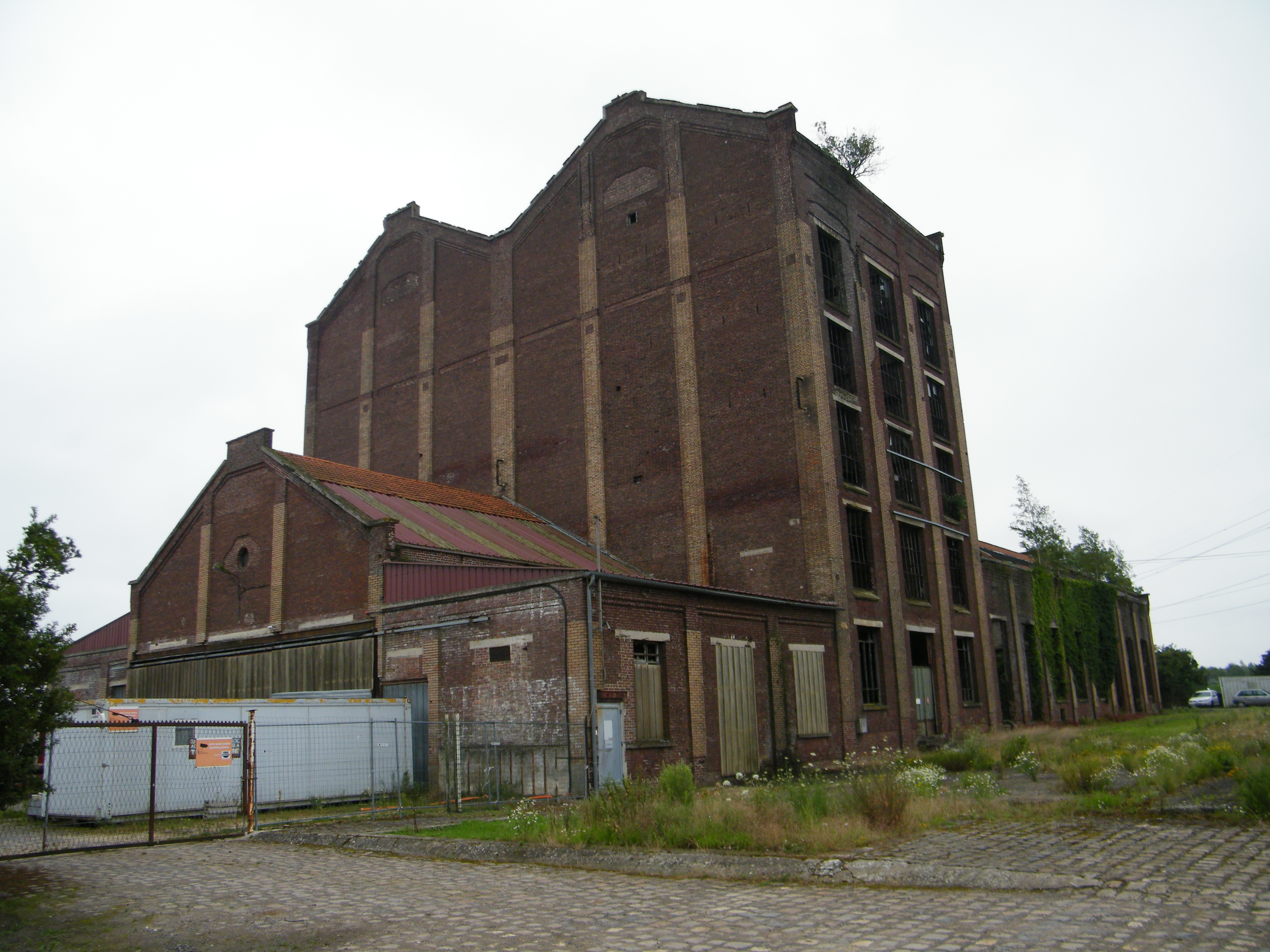
L'ancienne râperie distillerie.
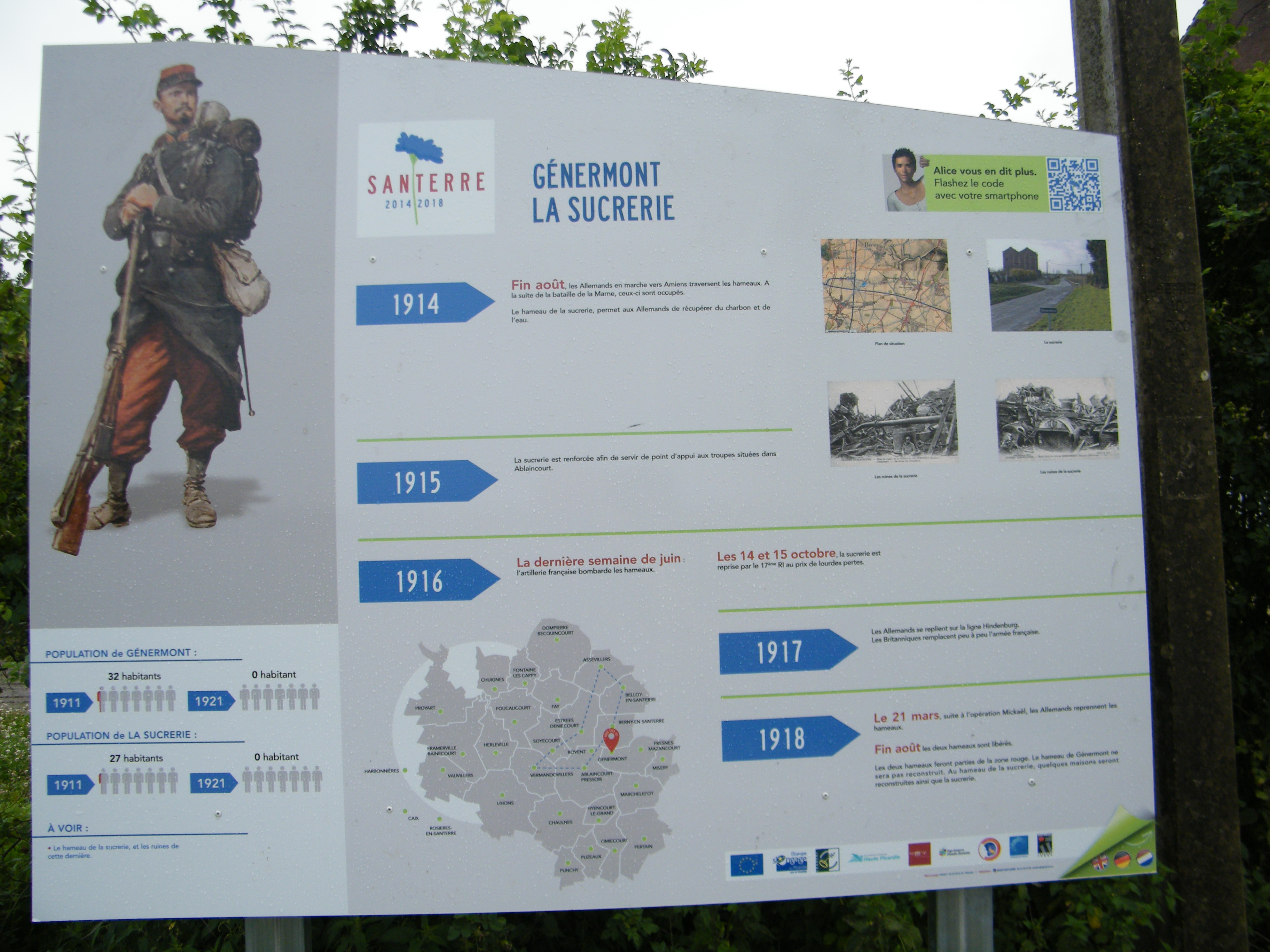
Informations historiques.

### Personnalités liées à la commune
- Gabriel-Auguste de Mazancourt (1725-1809), comte de Mazancourt, maréchal des camps et armées du roi, commandant de l'Ordre royal et militaire de Saint-Louis.
- Angélique Roussel, l'une des Carmélites de Compiègne, y est née le 3 août 1742, carmélite à Compiègne (sœur Marie du Saint Esprit), guillotinée en 1794 à Paris et béatifiée par le Pape Pie X avec l'ensemble des Carmélites de Compiègne qui ont été guillotinees à la barrière de Vincennes à Paris le 17 juillet 1794.

## Pour approfondir